# Orlando Borrego
Orlando Borrego, (3 de marzo de 1936 en Holguín, Cuba - La Habana, Cuba, 26 de junio de 2021) fue un economista, escritor y ex guerrillero cubano que luchó a las órdenes del Che Guevara en la Revolución Cubana.

## Biografía
Orlando Borrego pertenecía a una familia de campesinos mudados a la ciudad de Holguín, en el Oriente, donde su padre trabajaba de taxista y su madre de maestra. Debió trabajar desde los 14 años, sin dejar de asistir a la escuela nocturna para estudiar contabilidad. Ingresó al Movimiento 26 de Julio cuando este instaló la guerrilla en Sierra Maestra.
En noviembre de 1958 fue enviado a integrarse a la Columna 8 Ciro Redondo, comandada por Ernesto Guevara que estaba en proceso de instalarse en el Escambray. Guevara lo aceptó como tesorero de la columna y lo envió a realizar adiestramiento militar a Caballete de Casas. Allí estableció amistad con Jesús Suárez Gayol, «el Rubio».
En Escambray, Borrego constituyó el grupo inicial de especialistas, que junto a Suárez Gayol, Miguel Ángel Duque de Estrada y Alfredo Menéndez, comenzaron a realizar los primeros diseños de lo que después del triunfo sería el influyente Instituto Nacional de Reforma Agraria (INRA). Cuando dos meses después, cayó la dictadura de Fulgencio Batista, había alcanzado el grado de primer teniente.
Después del triunfo de la revolución se instaló con Guevara en la Fortaleza de San Carlos de La Cabaña donde estuvo al frente de Junta Económica Militar, desempeñándose también como fiscal en los juicios revolucionarios.
Cuando el Che Guevara fue designado al frente del Departamento de Industrialización del INRA, Borrego fue su Segundo Jefe, pasando a ser Viceministro cuando el Departamento se transformó en Ministerio de Industria cargo que desempeñó hasta 1964. Ese año fue designado en el crucial puesto de Ministro de la Industria Azucarera (1964-1968). 
En 1973 obtuvo su licenciatura en Economía en la Universidad de La Habana y en 1980 obtuvo el doctorado en Ciencias Económicas en el Instituto de Economía Matemática de la Academia de Ciencias de la Unión Soviética. Se ha desempeñado también como asesor del Comité Ejecutivo del Consejo de Ministros (1973-1980), de la Cátedra Che Guevara de la Universidad de La Habana y del Ministerio de Transporte de Cuba.

## Publicaciones
- El desarrollo de la industria azucarera en Cuba (1965)
- La ciencia de dirección, antecedentes y enfoques actuales (1987)
- El Che en el socialismo (1989)
- El Che del siglo XXI (1997)
- Che, el camino del Fuego (2001)
- Che, recuerdos en ráfagas (2003)

### Trabajos de Borrego en Internet
- Conferencia de Orlando Borrego: en el 78 aniversario del nacimiento del Comandante Ernesto Che Guevara, Alta Gracia, Argentina (enlace roto disponible en Internet Archive; véase el historial, la primera versión y la última).